# Zebanec Selo
Zebanec Selo – wieś w Chorwacji, w żupanii medzimurskiej, w gminie Selnica. W 2011 roku liczyła 377 mieszkańców.